# Phare de Porto Garibaldi
Le phare de Porto Garibaldi (en italien : Faro di Porto Garibaldi) est un phare situé dans le hameau de Porto Garibaldi, une frazione de la commune de Comacchio, dans la région de Émilie-Romagne en Italie. Il est géré par la Marina Militare.

## Histoire
Porto Garibaldi est le port de mer de la ville de Comacchio. Le premi0er phar0e, construit en 1891, a été presque complètement détruit pendant la Deuxième Guerre mondiale. Le phare actuel, mis en service en 1950, est le phare le plus à l'ouest de la Mer Adriatique. Il est placé sur le côté nord de l'entrée de port à Porto Garibaldi, à environ 30 km au nord de Ravenne.
Il possède un Système d'identification automatique pour la navigation maritime.

## Description
Le phare  est une tour cylindrique en maçonnerie de 12 m de haut, avec galerie et lanterne attenante au pignon d'une maison de gardien de deux étages. Le phare est totalement blanc et le dôme de la lanterne est gris métallique. Il émet, à une hauteur focale de 14 m, quatre éclats blancs toutes les 15 secondes. Sa portée est de 15 milles nautiques (environ 28 km) pour le feu principal et 11 milles nautiques (environ 20 km) pour le feu de veille.
Identifiant : ARLHS : ITA-116 ; EF-4062 - Amirauté : E2426 - NGA : 11400 .

## Caractéristiques dufeu maritime
Fréquence : 15s (W-W-W-W)
- Lumière : 1 seconde
- Obscurité : 2 secondes
- Lumière : 1 seconde
- Obscurité : 2 secondes
- Lumière : 1 seconde
- Obscurité : 2 secondes
- Lumière : 1 seconde
- Obscurité : 5 secondes

### Lien connexe
- Liste des phares de l'Italie